# Zavrh pri Borovnici
Zavrh pri Borovnici – wieś w Słowenii, w gminie Vrhnika. W 2018 roku liczyła 33 mieszkańców.